# Autoestereograma

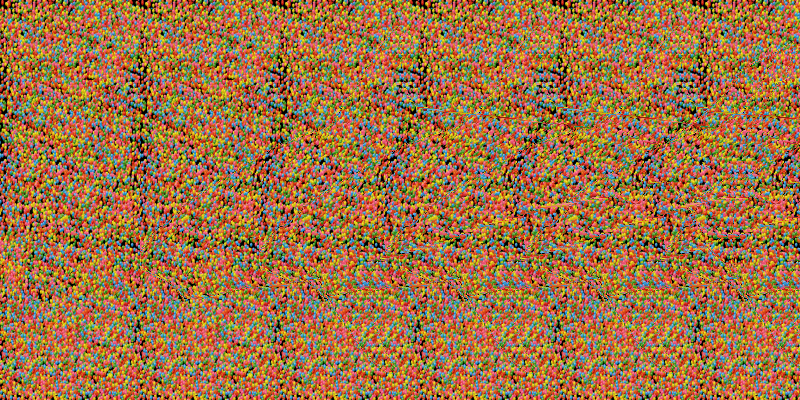
Uma imagem autoestereográfica codificada para 3D, utilizada pela técnica de visualização acomodada

Um autostereograma é uma imagem estereográfica simples (SIS), desenhada para criar uma ilusão de ótica de uma cena 3D a partir de uma imagem 2D, fazendo com que o cérebro humano a partir da acomodação visual, perceba a imagem em 3D automaticamente.
O tipo mais simples de autostereograma consiste em padrões horizontais iguais e é conhecido como um autoestereograma papel-de-fundo.  Quando visto com a convergência adequada, os padrões repetitivos parecem flutuar acima ou abaixo do fundo.  A série de livros  Magic Eye apresentam outro tipo de autostereograma chamado autostereograma de pontos aleatórios. Um desses autostereogramas está ilustrado à direita. Nesse tipo de autostereogramas,cada pixel nessa imagem é computada a partir de uma tira padrão e um mapa de profundidade. Normalmente, uma cena 3D escondida emerge quando a imagem é vista com a convergência correta.
Os autostereogramas são parecidos com stereogramas normais exceto que são vistos sem um estereoscópio. Um stereoscópio apresenta imagens 2D do mesmo objeto a partir de diferentes ângulos para o olho esquerdo e o olho direito, fazendo com que o cérebro reconstrua o objeto original a partir de divergência binocular. Com um autostereograma, o cérebro recebe padrões 2D repetitivos através dos dois olhos, mas não consegue alinhá-los corretamente. Ele pareia dois padrões adjacentes para um objeto virtual baseado ângulos paralelos errados, para depois colocar o objeto virtual numa profundidade diferente do autostereograma.
Existe duas maneiras de ver um autostereograma: a maneira wall-eye e a maneira cross-eye. A maioria dos autostereogramas (incluindo os contidos neste artigo) são feitos para ser vistos apenas numa maneira, que normalmente é a maneira wall-eye.  Para ver autostereogramas no gênero wall-eye requere que os dois olhos adotem um ângulo relativamente paralelo, enquanto cross-eye requer um ângulo relativamente convergente.

## História
Em 1838, o cientista britânico Charles Wheatstone publicou uma explicação da estereopsia (percepção de profundidade binocular) partindo da diferença das posições horizontais das imagens nos dois olhos. Ele provou a sua explicação mostrando figuras com essas diferenças horizontais, estereogramas, separados do olho esquerdo e direito usando um estereoscópio que ele inventou baseado em espelhos. Quando as pessoas olhavam para as imagens bidimensionais, eles presenciavam a ilusão de profundidade tridimensional.
Entre 1849 e 1850, David Brewster, um cientista escocês, melhorou o estereoscópio de Wheatstone usando lentes em vez de espelhos, reduzindo o tamanho do mesmo.
Brewster descobriu o efeito "papel-de-fundo". Ele reparou que manter os olhos fixos nos padrões repetitivos em papéis-de-fundo podia enganar o cérebro, fazendo com que ele junte os padrões. Este é o básico dos estereogramas papel-de-fundo (também conhecidos como os estereogramas de uma imagem só).
Em 1959, Bela Julesz, um cientista de visão, um psicólogo e MacArthur Fellow, inventaram o estereograma de pontos aleatórios enquanto trabalhavam nos Bell Laboratories em reconhecer objetos camuflados a partir de fotografias aéreas tiradas aviões. Na altura, vários cientistas de visão ainda pensaram que a percepção de profundidade ocorre no olho em si, e que agora é conhecido como um processo neurológico complexo. Julesz utilizou um computador para criar um par de imagens com pontos aleatórios que, quando vistos com um estereoscópio, causava o cérebro ver formas 3D. Isto provou que a percepção de profundidade é um processo neurológico.
Em 1979, Christopher Tyler do Instituto Smith-Kettlewell, um estudante de Julesz e um psicofisicista visual, combinando as teorias atrás de estereogramas papel-de-fundo e estereogramas de pontos aleatórios para criar o primeiro autoestereograma de pontos aleatórios (também conhecidos como estereogramas de pontos alatôóios de uma imagem só). Este tipo de autoestereograma permite que uma pessoa veja formas em 3D a partir de uma só imagem 2D sem um estereoscópio.